# أولكسندر بونوماريوف
أولكسندر بونوماريوف (الأوكراني: Олександр Пономариов ؛ من مواليد 9 أغسطس 1973) مغني أوكراني. وقد حصل سبع مرات على "مطرب العام" في البلاد. أولكسندر أداء "Hasta la Vista" كان أول فنان على الإطلاق يمثل أوكرانيا في مسابقة الأغنية الأوروبية لعام 2003. تضمن أدائه عرض سيرك مع كونتونيستريست وصاروخ برنامج أبولو. أنهى المركز الرابع عشر.
في عام 2021، بدأ أولكسندر بونوماريوف في التعاون بنشاط مع فنان مشهور آخر اسمه ميخايلو خوما. وقاموا معًا بتسجيل العديد من الأغاني التي أصبحت ناجحة.